# Gérard Linard
Gérard Linard (6 maart 1943) was tussen 2017 en 2019 voorzitter van de KBVB. Hij volgde François De Keersmaecker op.

## Carrière
Linard maakte in het verleden naam als bedrijfsrevisor. Hij zetelde sinds 2009 in het uitvoerend comité van de KBVB. Toen Steven Martens in februari 2015 opstapte als CEO van de KBVB nadat er onder zijn bewind veel geld was verspild, volgde Linard hem ad interim op. Linard trok de situatie recht: waar de KBVB  in de periode tussen 1 juli 2014 en 31 december 2015 een verlies van 4,6 miljoen euro had geleden, maakte het in 2016 bijna 3,5 miljoen euro winst. In november 2016 werd Linard opgevolgd door Koen De Brabander.
Nadat François De Keersmaecker in 2017 besloot om zich na zes ambtstermijnen geen kandidaat meer te stellen als KBVB-voorzitter, stelde Linard zich kandidaat. De Henegouwer, die destijds indruk had gemaakt met zijn saneringsronde, haalde het met 14 stemmen tegen 8 van zijn Vlaamse tegenkandidaat Gilbert Timmermans. Hij werd zo de eerste Waalse bondsvoorzitter sinds Georges Hermesse (1951-1967). Linard, die gezien zijn leeftijd bij zijn aantreden (74 jaar) vooral gezien werd als een tussenpaus, profileerde zich meteen als tegenstander van het Eurostadion en voorstander van professionalisering (en dan met name de digitalisering) binnen de KBVB. In juni 2019 werd hij opgevolgd door Mehdi Bayat.
Linard was tot zijn benoeming als bondsvoorzitter ook voorzitter van de ACFF, de Waalse amateurvleugel en tevens de tegenhanger van de Vlaamse VFV. In het verleden was hij ook voorzitter van amateurclub RES Couvin-Mariembourg.